# Chrystabel Leighton-Porter

Chrystabel Leighton-Porter im Jahr 1944 als Jane posierend

Chrystabel Leighton-Porter (nach anderen Angaben: Christabel Leighton-Porter; * 11. April 1913 in Eastleigh, Hampshire, England; † 6. Dezember 2000 in Horsham, West Sussex, England) war ein englisches Modell, das durch die Comicfigur Jane und deren Darstellung in einem Film Berühmtheit erlangte.

## Leben und Wirken
Leighton-Porter wurde zusammen mit ihrer Zwillingsschwester als Christabel Jane Drewry als Jüngste von elf Kindern geboren. Nach der Absolvierung der Schule wurde sie schon im Teenageralter Künstlermodell, da sie als Mannequin im Modebereich nicht groß genug war. Als Norman Pett, der Zeichner der seit 1932 erscheinenden Comicfigur Jane, Ende der 1930er Jahre ein neues Modell suchte, weil seine Frau Mary ihm dafür nicht mehr zur Verfügung stehen wollte, fiel seine Wahl auf Leighton-Porter. Er entdeckte sie, als Leighton-Porter in einer Kunstschule in Birmingham, in der sie auch als Telefonistin arbeitete, Modell stand. Durch ihre Modelltätigkeit erlangte Leighton-Porter eine derartige Popularität, dass sie im London Palladium den Titel des „Britain's Perfect Girl“ erhielt und ab Anfang der 1940er Jahre mit einer auf dem Comic basierenden Burleskshow auf Tournee ging. Im Jahr 1949 spielte sie in der Comicverfilmung The Adventures of Jane die Titelrolle.
Leighton-Porter starb im Jahr 2000 an den Folgen einer Krebserkrankung. Sie war ab 1934 bis zu ihrem Tode mit einem Ingenieur verheiratet, mit dem sie einen gemeinsamen Sohn hatte.